# Робичек, Роберт
Роберт Робичек (нем. Robert Robitschek; 13 декабря 1874, Прага — 1 августа 1967, Рамси, штат Миннесота, США) — немецкий дирижёр, композитор и музыкальный педагог еврейского происхождения.

## Биография
Окончил Пражскую консерваторию, где учился в том числе у Антонина Дворжака. Дирижировал в Пражском народном театре, затем в Рудольштадте. В 1902 году перебрался в Берлин, дирижировал Новой королевской оперой. Написал оперу «Агасфер», Рапсодию для виолончели с оркестром, ряд оркестровых и камерных сочинений, песни.
Известен, прежде всего, как многолетний руководитель Консерватории Клиндворта-Шарвенки — с 1905 г. совместно с Филиппом Шарвенкой, а после его смерти в 1917 г. — единолично вплоть до 1937 г., когда он был уволен нацистами в связи с неарийским происхождением. Преподавал в консерватории дирижирование (среди его учеников, в частности, Родольфо Хольцман). В 1907 г. организовал строительство на улице Лютцовштрассе в Берлине комплекса из двух концертных залов, использовавшихся преподавателями консерватории и другими музыкантами для учебных концертов, репетиций и камерного музицирования (в 1923 г. дом перешёл во владение композитора и издателя Оскара Швальма).
Эмигрировал в США.